# Бугры (Устюженский район)
Бугры — деревня в Устюженском районе Вологодской области.
Входит в состав Моденского сельского поселения, с точки зрения административно-территориального деления — в Моденский сельсовет.
Расположена на правом берегу реки Молога у границы с Тверской областью. Расстояние по автодороге до районного центра Устюжны — 50 км, до центра муниципального образования села Модно — 18 км. Ближайшие населённые пункты — Большая Липенка, Малая Липенка (напротив, на левом берегу Мологи, но уже в Череповецком районе), Красино, Мартыново.
По переписи 2002 года население — 2 человека.